# Гейккі Гаавісто
Гейккі Гаавісто (фін. Heikki Haavisto; 20 серпня 1935, Райсіо, Або-Б'єніборзька губернія — 22 липня 2022, Райсіо, Південно-Західна Фінляндія) — фінський дипломат; міністр закордонних справ Фінляндії (1993—1995).

## Біографія
Народився 20 серпня 1935 року в Райсіо на південному заході Фінляндії.
Здобув вищу освіту за спеціальністю агроном. 1962 року отримав ступінь кандидата юридичних наук.

З 1966 по 1975 — генеральний секретар Центрального Союзу сільськогоспвиробників Фінляндії. З 1976 до 1994 року — голова правління цього Союзу.
З 1977 по 1980 рік і з 1986 по 1990 обирався віце-президентом Міжнародної федерації сільгоспвиробників, а з 1984 по 1986 входив до складу Ради директорів Федерації.
З 1969 — член Центральної Ради організацій сільгоспвиробників країн Північної Європи, а в 1977 і з 1985 по 1987 очолював його.
Був однією з помітних постатей фінського бізнесу, входив до складу керівних органів ряду фінських компаній (А/О «Меть-Серла», кооперативу «Метелііто», банку «ОКО»).
Гейккі Гаавісто не обіймав жодних керівних постів у партійних структурах, проте мав велику вагу в партії і особливо в парламентській фракції центристів, більшість яких — аграрії.
З 4 травня 1993 по 3 лютого 1995 — міністр закордонних справ Фінляндії.
Крім фінської, шведської та англійської, володів російською мовою.
Помер 22 липня 2022 року у віці 86 років.

## Сім'я
Був одружений, мав троє дітей.